# Duss
Duss är en ort i Bro socken i Gotlands kommun. För bebyggelsen har SCB avgränsat en småort och namnsatt denna till Bro och Duss trots att bebyggelsen kring kyrkan inte omfattas. 